# دلاوار (نیوجرسی)
دلاوار (به انگلیسی: Delaware Township) شهری در ایالت نیوجرسی کشور ایالات متحده آمریکا است که جمعیت آن در سرشماری سال ۲۰۱۰ میلادی، ۴٬۵۶۳ نفر بوده‌است.